# Polinomis de Narumi
En matemàtiques, els polinomis de Narumi sn(x) són polinomis descrits per S. Narumi i generats per la funció generadora
{\displaystyle \displaystyle \sum s_{n}(x)t^{n}/n!=\left({\frac {t}{\log(1+t)}}\right)^{a}(1+t)^{x}}